# Páncélos krokodil
A páncélos krokodil (Crocodylus cataphractus) a hüllők (Reptilia vagy Sauropsida) osztályába, a krokodilok (Crocodilia) rendjébe és a krokodilfélék (Crocodylidae) családjába tartozó faj. Mitokondriális DNS-vizsgálatok alapján egyes kutatók önálló nembe sorolják (ebben az esetben a tudományos neve Mecistops cataphractus), de ez a nézet még nem kellően elterjedt.

## Előfordulása
Afrika trópusi éghajlatú területein fordul elő nyugaton Guineától és Angolától keleten Tanzániáig és Zambiáig. Elsősorban édesvizekben, azon belül pedig zömmel sűrű növényzettel fedett folyóvizekben él, de nagyobb tavakban is találkozni vele. Ritkán enyhén sós brakkvizekben is megfigyelték.

## Megjelenése
Közepes termetű krokodilfaj, átlagosan 2,5 méteres hosszúságú. A legnagyobb megfigyelt példány 4,2 méteres volt. A faj legjellegzetesebb vonása a keskeny állkapocs, ami némileg a gaviáléra emlékeztet, bár nem annyira keskeny és hosszú. Páncélzata is különleges, ugyanis a nyaki pikkelypáncélok nem különülnek el a hátpáncéltól, ellentétben a többi krokodilfélével.

## Életmódja
Elsősorban halakkal és vízi gerinctelenekkel táplálkozik, állkapcsa is ehhez alkalmazkodott. A párzási időszakot leszámítva magányos életet él.

## Szaporodása
A párzási időszak általában az esős évszak kezdetére esik, de még az egyes populációkon belül sincs összhangban. A nőstény körülbelül egy héttel a tojásrakást megelőzően fejezi be a vízpart közelében emelt, növényi részekből álló fészekhalom építését, amelybe 13-27, testméretéhez viszonyítva meglehetősen nagy tojást rak. A költési időszak hosszúnak számít a krokodilok között, akár több mint 110 napig is eltarthat. A nőstény ezalatt a fészek közelében marad, amit azonban nem védelmez vehemensen, szemben más rokonaival. Amikor meghallja a kikelő fiókák csipogó hangját, kibontja a halmot, és segít a tojások kikelésében. Ezt követően a kis krokodilok azonnal szétszélednek.

## Természetvédelmi helyzete
Populációiról nem készült elegendő felmérés, ezért a Természetvédelmi Világszövetség nem tudta megállapítani veszélyeztetettségének mértékét.
Állatkertekben viszonylag ritkán tartott faj, Magyarországon kizárólag a Nyíregyházi Állatparkban tartják.